# Helmut Schaumberger

Helmut Schaumberger

Helmut Schaumberger (* 1971 in Steyr) ist ein österreichischer Musikpädagoge und Chorleiter.

## Ausbildung
Helmut Schaumberger studierte nach der Matura am Bundesgymnasium Steyr die Fächer Musikerziehung an der Universität für Musik und darstellende Kunst Wien sowie Deutsche Philologie an der Universität Wien. Das Lehramtsstudium schloss er mit einer vom Institut für Musikpädagogik Wien als bestes Nachlese-Werk empfohlenen Diplomarbeit über Hubert von Goisern ab. 2018 promovierte Helmut Schaumberger im Fach Musikpädagogik an der Universität Mozarteum Salzburg mit einer Arbeit über die Professionalisierung von Kinder- und Jugendchorleitern.

## Lehr- und Referententätigkeit
Helmut Schaumberger ist seit 2021 Professor für Musikpädagogik am Institut für Interdisziplinäre Musikpädagogik der Gustav Mahler Privatuniversität für Musik in Klagenfurt. Davor lehrte und forschte er an der Universität Mozarteum Salzburg. Gastlehraufenthalte führten ihn u. a. an die Georgia State University Atlanta (2019), die Akademie für Musik an der Universität Ljubljana (2018, 2017) und die Hochschule für Musik und darstellende Kunst in Stuttgart (2015). Mehr als 18 Jahre unterrichtete er die Fächer Musik und Deutsch an Gymnasien (u. a. dem Stiftsgymnasium Seitenstetten). Davor war er Instrumentallehrer für Klavier, Orgel und Keyboard in der Musikschule Mostviertel. Helmut Schaumberger ist gefragter Referent in der Lehrerfortbildung (u. a. Pädagogische Hochschulen in Linz und Salzburg, Bildungsdirektion NÖ) sowie bei Chorleitungsseminaren (u. a. Internationales Chorseminar Zell an der Pram).
Seine Schwerpunkte in Forschung und Lehre sind Fachdidaktik, Singen mit Kindern und Jugendlichen, Schulpraxis, Mentoring, Professionalisierung von Musiklehrern, zentrale fachliche Konzepte, Philosophy of music education.

## Internationale Vernetzung
Durch seine Tätigkeit als National Coordinator von Österreich für die European Association for Music in Schools (EAS) steht Helmut Schaumberger in engem Kontakt mit Forschenden und Lehrenden Europas und darüber hinaus, was sich u. a. in einer Reihe länderübergreifender Forschungsarbeiten und in Gastlehraufenthalten niederschlug. Er ist Gründer und Leiter der Special Focus Group Singing in Music Education und publiziert mit den Kollegen im Leitungsteam dieser Gruppe regelmäßig in Fachzeitschriften. Als Reviewer des International Journal of Research in Choral Singing (IJRCS) ist Helmut Schaumberger maßgeblich für die Qualitätssicherung eines wichtigen internationalen Journals (ACDA) verantwortlich.

## Künstlerisches Schaffen
Nach mehrjähriger Tätigkeit als Korrepetitor gründete Helmut Schaumberger 2001 den gemischten Chor wodawindwaht, den er bis 2013 leitete und mit dem er geistliche und weltliche Programme gestaltete. Von 2009 bis 2016 wirkte Helmut Schaumberger als Korrepetitor und Assistent von Heinz Ferlesch beim Chor Ad Libitum. Von 2016 bis 2019 hatte er die künstlerische Leitung des Projektchores Steyr singt inne, mit dem er neben der Aufführung großer Chor-/Orchesterwerke auch die Jubiläumsveranstaltung „Steyrs Stillste Nacht“ anlässlich 200 Jahre Stille Nacht realisierte.

## Publikationen
- Monografie: Professionalisierung von Kinder- und Jugendchorleitern
- Aufsätze in Journals und Sammelbänden und hier
- Filmproduktion ServusTV „Volksmusik im Klassenzimmer“